# Ostrowy (Sosnowiec)
Ostrowy – dawna wieś część miasta (na prawach powiatu) Sosnowca, w województwie śląskim. Stanowi osiedle w granicach dzielnicy Ostrowy Górnicze. Do 1955 samodzielna wieś a 1937-1949 samodzielna gromada.
Ostrowy stanowią wschodnią część dzielnicy Ostrowy Górnicze, w widłach ulic Starzyńskiego i Waltera-Janke. Mimo że nazwa Ostrowy pojawia się w nazwie Ostrowy Górnicze, ta ostatnia odnosi się historycznie do dawnej wsi Niemce (nazwanej Ostrowy Górnicze dopiero w 1948 roku), położonej ok. 1 km na zachód od Ostrów, w widłach ulic Bocznej i Juliszowskiej. Obie miejscowości (Ostrowy i Ostrowy Górnicze) funkcjonowały oddzielnie do 1956 roku, choć w latach 1949–1955 wchodziły już w skład jednej gromady o nazwie Ostrowy Górnicze, aczkolwiek jako odrębne wsie.

## Historia
Ostrowy to dawna kolonia. W latach 1867–1941 Ostrowy należały do gminy Olkusko-Siewierskiej w powiecie będzińskim. W II RP przynależały do woj. kieleckiego. 31 października gminę Olkusko-Siewierską podzielono na osiem gromad. Ostrowy weszły w skład gromady Strzemieszyce Wielkie.
1 października 1937 z gromady Strzemieszyce Wielkie wyodrębniono nową gromadę Ostrowy, składającą się z samej kolonii Ostrowy.
Podczas II wojny światowej włączone do III Rzeszy. W 1941 roku okupant podbudował gromadę Ostrowy o kolonię Ciernice z dotychczasowej gromady Strzemieszyce Wielkie oraz kolonię Czarnemorze z dotychczasowej gromady Porąbka. Gromada weszła w skład nowej gminy Strzemieszyce.
Po wojnie władze polskie utrzymały gromadę Ostrowy, jako jedną z dziewięciu gromad gminy Strzemieszyce. Sąsiednie Niemce nadal stanowiły odrębną gromadę. Ostrowy wraz z powiatem będzińskim włączono w 1945 do województwa śląskiego.
1 kwietnia 1949 zredukowano liczbę gromad gminy Strzemieszyce, której przywrócono przedwojenną nazwę Olkusko-Siewierska. Gromadę Ostrowy zniesiono, włączając ją do gromady Niemce, której nazwę zmieniono na Ostrowy Górnicze. Gromada składała się odtąd ze wsi Ostrowy, wsi Ostrowy Górnicze i kolonii Feliks.
1 stycznia 1950 gromada Ostrowy Górnicze, wraz z gromadami Kazimierz, Maczki i Porąbka, weszła w skład nowej gminy Kazimierz
W związku z reformą znoszącą gminy jesienią 1954 roku, Ostrowy Górnicze ustanowiły nową gromadę Ostrowy Górnicze. Gromadę Ostrowy Górnicze zniesiono już po 15 miesiącach, 1 stycznia 1956, w związku z nadaniem jej statusu osiedla, przez co Ostrowy stały się integralną częścią Ostrów Górniczych.
1 stycznia 1967 z osiedli Ostrowy Górnicze i Kazimierz utworzono miasto miasto Kazimierz Górniczy, które 27 maja 1975 stało się częścią Sosnowca.